# Foveosculum fossifer
Foveosculum fossifer là một loài tò vò trong họ Ichneumonidae.